# Cephaloleia erugatus
Cephaloleia erugatus là một loài bọ cánh cứng trong họ Chrysomelidae. Loài này được Staines miêu tả khoa học năm 1996.